# Algero di Liegi
Algero di Liegi (Liegi, 1055 – Cluny, 1132) è stato un monaco cristiano francese.
Diacono e canonico, fu segretario di Otberto e monaco di Cluny (1121).
Fu avversario di Berengario di Tours.

## Opere
- De sacramenti corporis et sanguinis Domini
- De misericordia et iustita